# Équipe du Suriname féminine de volley-ball
L'équipe du Suriname de volley-ball féminin est composée des meilleures joueuses surinamiennes sélectionnées par la Fédération surinamienne de Volleyball. Elle n'est actuellement pas classée par la FIVB au 15 janvier 2010.

## Sélection actuelle
Sélection pour les qualifications aux Championnats du monde 2010.

Entraîneur :  Eric Glenn Aikman ; entraîneur-adjoint : Neville Hing

## Palmarès et parcours

### Palmarès
Néant.